# Glasnost
Glasnost (rus. гласность −„otvorenost, transparentnost, sloboda medija“) 
označava proces političkih promjena nakon što je Mihail Gorbačov postao glavni tajnik Komunističke partije Sovjetskog Saveza i preuzeo vlast SSSR-a u ožujku 1985. godine.
Glasnost je značila za tadašnje stanovništvo SSSR-a politiku veće transparentnosti i otvorenost vlasti prema vlastitom pučanstvu.

## Razvoj
U ožujku 1985. godine Gorbačov je prvi put rekao da je potrebno provesti u SSSR-u velike društvene promjene.
Dopustio je liberalnije stavove prema slobodi govora i slobodi tiska u zemlji.
Namjera mu je bila pokrenuti javnu raspravu o sovjetskoj privredi koja je bila pogođena krizom i omogućiti prihvaćanje stavova za politiku reformi perestrojke.

## Posljedice
Glasnost je dopustila medijima, kritičko izvještavanje o političkim i društvenim događajima. Oštre rasprave u Kongresu Sovjeta prenošene su uživo na televiziji i dovele do ogorčenja javnosti, s obzirom na to da je objavljena istina o situaciji u zemlji bez krivotvorenih statistika.
U žestokim raspravama koje su slijedile, komunistički režim i sustav se raspao.
U tjeku događaja bivši disidenti, kao što su bili fizičar Andrej Saharov, pušteni su iz zatvora. Mirne demonstracije bez intervencija policije postale su moguće. Crkve koje su prethodno bila potisnula ateistička sovjetska država napokon su bile slobodne.
Politika glasnosti je imala veliki doprinos u demokratizaciji SSSR-a i cijelog realsocijalističkog istočnog bloka. Komunizam u Europi je otišao u povijest.